# Provincia di Capiz
Capiz è una provincia delle Filippine nella regione del Visayas Occidentale.
Il capoluogo provinciale è Roxas.

## Geografia antropica

### Suddivisioni amministrative
La provincia di Capiz è divisa in 1 città e 16 municipalità.

#### Città
- Roxas

#### Municipalità
- Cuartero
- Dao
- Dumalag
- Dumarao
- Ivisan
- Jamindan
- Ma-ayon
- Mambusao
- Panay
- Panitan
- Pilar
- Pontevedra
- President Roxas
- Sapi-an
- Sigma
- Tapaz